# Dorpskerk (Eelde)
De Dorpskerk is een kerkgebouw in Eelde, gemeente Tynaarlo, in de Nederlandse provincie Drenthe.

## Beschrijving

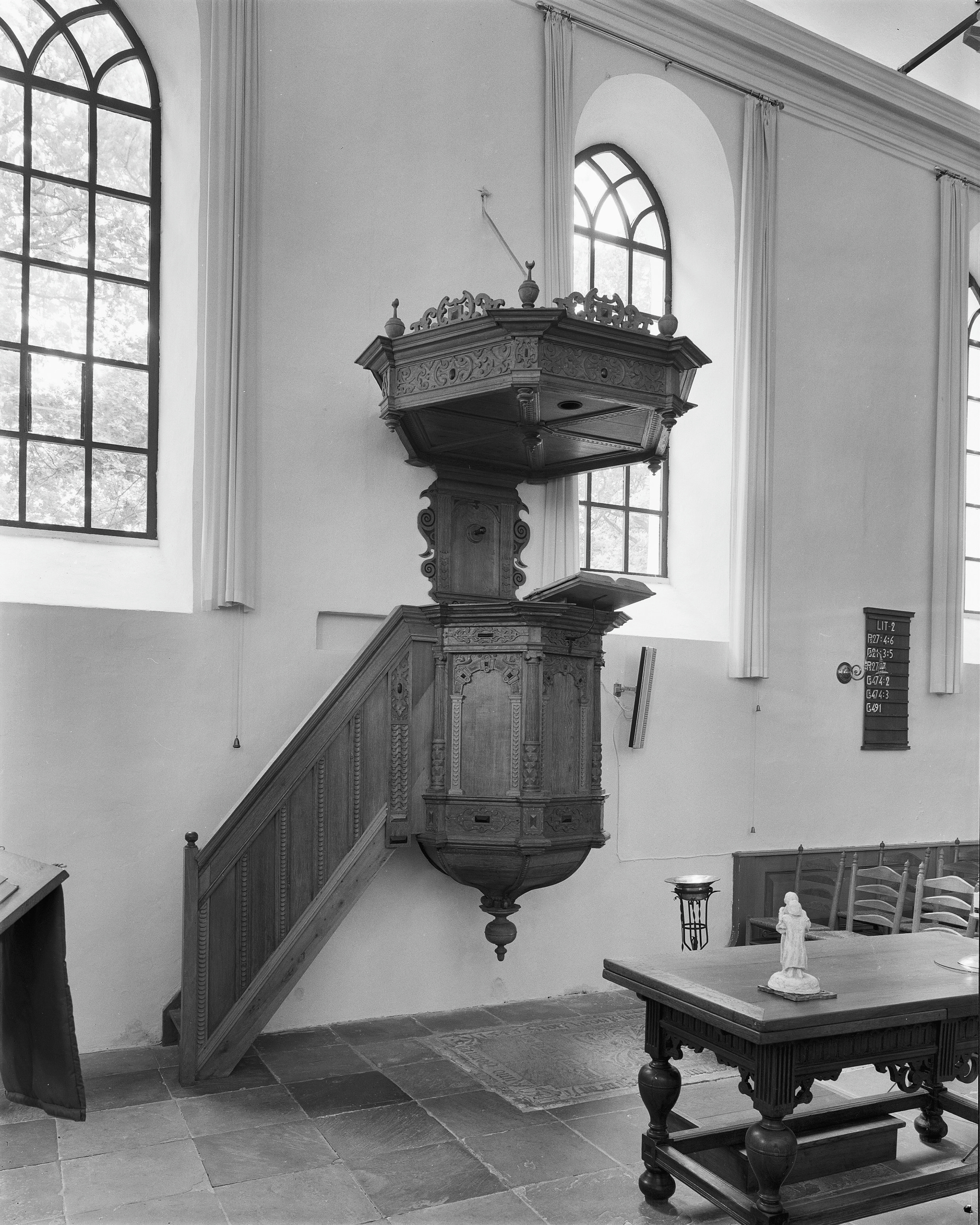
De oudste preekstoel in Drenthe (1621)

De kerk was gewijd aan Sint-Gangulfus. Sinds het Samen op Weg-proces heet de hervormde kerk Dorpskerk. Het kerkgebouw is een rijksmonument. In de fundering is een zwerfsteen gevonden van een kerk van voor de 14e eeuw. De huidige kerk uit de 14e eeuw heeft restanten tufsteen van de voorganger in de noord- en oostgevel. De luidklok uit 1948 werd gegoten door Van Bergen te Heiligerlee ter vervanging van een door de Duitse bezetter gevorderde luidklok uit 1805.
Het houten plafond van het koor werd in 1715 beschilderd, waarschijnlijk door Herman Collenius, met allegorieën van leven en dood, vreugde en rouw. In de rand bevinden zich familiewapens van de families Nijsingh van het Nijsinghhuis, Canter van ter Borgh, Welvede en Juckema van Oosterbroek. De herenbank in het koor is van havezate Oosterbroek.
Het orgel uit 1907 is gemaakt door Pieter van Dam II. De preekstoel uit 1621 is de oudste van Drenthe. Het doopvont uit 1980 is gemaakt door Leo van den Bos. Op het deksel staat een duif als symbool van de Heilige Geest. In de schaal staat: Want bij u is de bron des levens, in uw licht zien wij het licht (Psalm 36). Aan beide zijden van de ingang onder het orgel staan twee banken uit de 18e eeuw die toebehoorden aan de bewoners van Lemferdinge.
Er wordt gekerkt door de protestantse gemeente Eelde-Paterswolde.